# Iva Janžurová
Iva Janžurová, née le 19 mai 1941 à Žirovnice (protectorat de Bohême et de Moravie, actuellement en République tchèque, dans la région de Vysočina), est une actrice tchèque.

## Biographie

### Formation
- Académie tchèque des arts musicaux

### Vie privée
Elle est la mère des actrices et réalisatrices Theodora Remundová et Sabina Remundová.

## Filmographie

### Au cinéma
- 1961 : Jarní povetrí : Student
- 1961 : Spadla s mesíce : Girl
- 1961 : Hledá se táta : Vlasta
- 1962 : Turista
- 1963 : Okurkový hrdina : Marcela
- 1964 : Cintamani & podvodník : Servant (Cintamani)
- 1964 : Handlíri : Dása Fialková
- 1964 : Dvanáct : Bozka
- 1965 : Et le cinquième cavalier, c'est la peur (...a pátý jezdec je Strach) : Anicka
- 1965 : Místenka bez návratu : Girl in Post Office
- 1965 : Vive la république : Bertýna Petrzelová
- 1965 : Svatba s podmínkou : Friend
- 1966 : Predpoved: Nula : Irena
- 1966 : Un chariot pour Vienne (Kočár do Vidnĕ) : Krista
- 1967 : Znamení raka : Patient Prokopa Vlcková
- 1967 : Svatba jako řemen : Hana
- 1968 : Pension pour célibataires (Pension pro svobodné pány) : Andela
- 1968 : Das Schloß : Olga
- 1968 : Nejlepsí zenská mého zivota : Blanka
- 1969 : Cest a sláva : Dorota
- 1969 : Zert : Brozová (voix)
- 1969 : Světáci : Zuzanka
- 1969 : Sest cerných dívek aneb Proc zmizel Zajíc? : Dása, sekretárka
- 1970 : Zabil jsem Einsteina, panove : Betsy
- 1970 : Dábelské líbánky : Ester
- 1971 : Monsieur, vous êtes veuve (Pane, vy jste vdova!) : herecka Evelyna Kelettiová
- 1971 : 'Ctyri vrazdy stací, drahousku' : Kate
- 1971 : Petrolejové lampy : Stepa Kilianova
- 1972 : Slamený klobouk : Helenka - Fadinard fiancée
- 1972 : Morgiana : Klára  /  Viktorie
- 1972 : Homolka a tobolka : Burdová
- 1975 : O té velké mlze : Boy (voix)
- 1975 : Drahé tety a já : Hermínka Sklenárová
- 1975 : Hodíme se k sobe, milácku...? : Alena
- 1976 : Jak ulovit tygra : Boy (voix)
- 1976 : O mysích ve staniolu : Boy (voix)
- 1976 : Cirkus v cirkuse : Doc.Whistlerová
- 1976 : Páni kluci : teta Apolena
- 1976 : Bourlivé víno : Smejkalová
- 1976 : Marecku, podejte mi pero! : Eva Týfová
- 1976 : Zítra to roztocíme, drahousku... : Bartácková
- 1977 : Jak se tocí Rozmaryny : Bonzurka
- 1977 : Velryba - Abyrlev : Boy (voix)
- 1977 : Coz takhle dát si spenát : Lisková / Marcelka (big)
- 1977 : Talíre nad Velkým Malíkovem : Viola Zlatnícková
- 1978 : 'Já to tedy beru, séfe...!' : Renáta Pitrasová
- 1979 : Pan Vok odchází : Countess
- 1979 : Jednicky má papousek : Mrs. Parrot
- 1980 : Rytmus 1934 : Kubátová
- 1980 : Co je doma, to se pocítá, pánové... : Alena Bartácková
- 1981 : Zralé víno : Ruzena Smejkalova
- 1981 : Ten svetr si nesvlíkej : Mother
- 1984 : Barrandovské nocturno aneb Jak film zpíval a tancil : Singer
- 1985 : O Matylde s náhradní hlavou : Narrator (voix)
- 1985 : Vsichni musí být v pyzamu : Bozenka Kolárová
- 1986 : Jsi falesný hrác : Form Mistress
- 1986 : Mladé víno : Ruzena
- 1989 : Ja milujem, ty milujes : Viera
- 1994 : Ziletky : Chadimova (Marta?)
- 1999 : Co chytnes v zite : Bride Jindriska (segment "Path, The")
- 2000 : Ene bene : Helena Zachová
- 2001 : Mach, Sebestová a kouzelné sluchátko : Savoj queen / Neighbour Pruchová
- 2002 : Výlet : Mother
- 2003 : Cert ví proc : Apolena
- 2005 : Hrubes a Mares jsou kamarádi do deste : Lída Hrubesová
- 2007 : Chytte doktora : Lída Klimesová
- 2007 : Polcas rozpadu : Mother
- 2008 : Vy nám taky séfe! : Karlicka
- 2014 : Vsivaci : Babi
- 2015 : Zlatý ruce
- 2016 : Decibely lásky : Aunt
- 2016 : Teorie tygra : Grandmother

## Récompenses et distinctions
- Médaille du Mérite de la République tchèque